# Graziano da Pisa
Graziano da Pisa (zm. 1205) – włoski kardynał.

## Życiorys
Pochodził z Pizy i był krewnym papieża Eugeniusza III, który zadbał o jego edukację. Wiadomo, że uzyskał tytuł magistra. Za pontyfikatu Aleksandra III (1159-81) był subdiakonem i notariuszem w kurii papieskiej. W latach 1168–78 kierował pracami Kancelarii Apostolskiej. W kurii należał do grona przyjaciół i zwolenników arcybiskupa Tomasza Becketa z Canterbury. Po jego zamordowaniu służył jako legat Aleksandra III w Anglii. Po powrocie z tej legacji został mianowany kardynałem diakonem SS. Cosma e Damiano, prawdopodobnie we wrześniu 1178 roku. Podpisywał bulle papieskie między 1 października 1178 a 16 czerwca 1205. Jako kardynał-protodiakon koronował papieży Celestyna III (14 kwietnia 1191) i Innocentego III (22 lutego 1198).